# Guillaume de Gellone
Pour les articles homonymes, voir saint Guillaume, Guillaume, Guillaume d'Aquitaine, Guillaume d'Orange et Guillaume de Toulouse.
Guillaume ou Guilhem de Gellone ou d'Aquitaine, surnommé le Grand (né entre 750 et 755 - mort entre le 28 mai 812 et le 21 mai 815) est un noble important et une personnalité militaire du royaume d'Aquitaine de l'époque carolingienne. Il fut comte de Toulouse, duc d'Aquitaine et marquis de Septimanie dans les années 790, avant de fonder l'abbaye de Gellone en 804 et de s'y retirer.
Issu de la famille des Guilhelmides, apparentés aux Pippinides et aux Carolingiens, il grandit probablement à la cour royale franque. Il reçoit de Charlemagne d'importantes fonctions de commandement en Aquitaine, en Septimanie et dans la marche d'Espagne, où il conseille le jeune roi d'Aquitaine, Louis, organise la défense du territoire, repousse les incursions musulmanes, et participe à la conquête de Barcelone en 801.
En 806, il se retire dans l'abbaye qu'il a fondée, sur les conseils de son ami Witiza renommé Benoît, fondateur de l'abbaye d'Aniane. Canonisé par le pape Alexandre II en 1066 sous le nom de saint Guilhem, il est fêté le 28 mai.
Guillaume a inspiré au XIIe siècle le personnage de Guillaume d'Orange dans la chanson de geste Guillaume au courb nez (au nez courbe, crochu), devenu par déformation Guillaume au court nez.

## Biographie

### Jeunesse
Guillaume naît dans le nord du royaume franc, certainement en Bourgogne, au milieu du VIIIe siècle, entre 750 et 755.
Son père, Thierry Ier (Théodoric), Comte de Bourg (725-804), peut-être un descendant de Bertrade de Prüm, rattaché à la haute noblesse franque, est un proche des maires du palais : Charles Martel et Pépin le Bref. Il est plusieurs fois comte d'Autun, en Bourgogne, entre 742 et 750 et sa mère Alda ou Aude, est une fille de Charles Martel.
Il est donc, à sa naissance, le neveu du nouveau roi des Francs, Pépin le Bref, et le cousin du futur Charlemagne, qui a à peu près son âge. Il passe probablement son enfance à la cour royale. Il épouse, vers 775, sa première femme, une dame franque, Cunégonde de Spolète (dont la mère est Gerberge de Lombardie), puis vers 790, Wirberge (ou Witburge).
L'une des filles de Guillaume a épousé Pépin d'Italie, Carloman - Pépin Ier, fils de Charlemagne (Berthe de Toulouse, fille de Wirberge). Une autre de ses filles a épousé Bernard d'Italie, fils de Pépin d'Italie : il s'agit de Berthe Cunégonde de Gellone, dont la mère est Cunégonde de Spolète, d'Austrasie. Bernard, fils de Pépin Ier, a donc épousé la demi-sœur de la femme de son père.

### La défense de l'Aquitaine

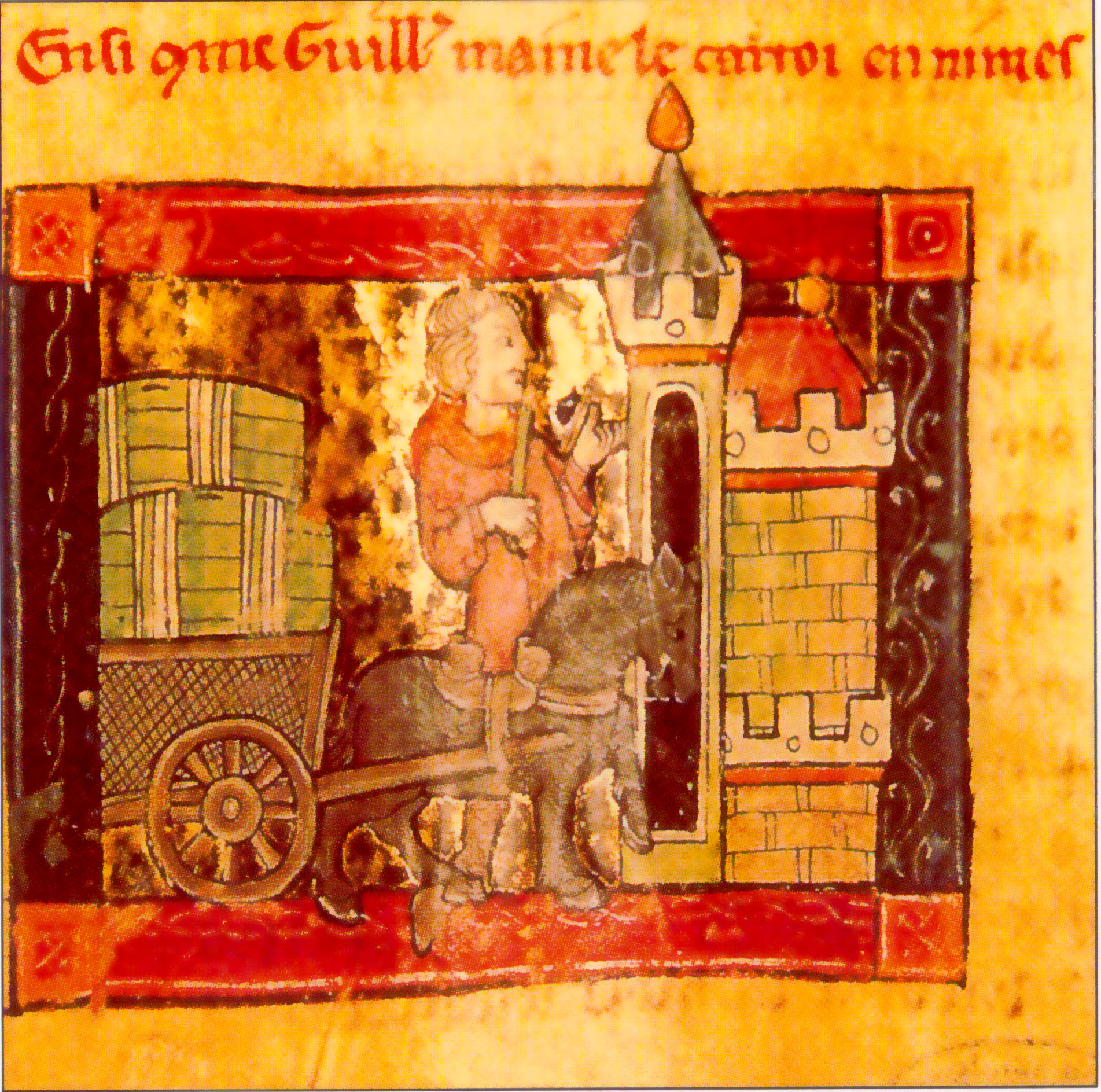
Guillaume d'Aquitaine prend Nîmes en ayant caché ses hommes dans des tonneaux de vin (Bibliothèque de Boulogne-sur-Mer).

En 781, Charlemagne couronne son troisième fils, Louis, âgé de seulement trois ans, roi de l’Aquitaine, c'est-à-dire des territoires allant de la Loire aux abords de la Garonne, avec la Vasconie, organisée entre la Garonne et le piémont pyrénéen et dont la cité principale est Toulouse, la Septimanie et la marche d'Espagne (actuelle Catalogne). Il s'agit pour Charlemagne de donner des gages à la noblesse aquitaine, qui n'a été soumise aux Francs qu'en 769 par Pépin le Bref, mais aussi de faire face aux troubles fomentés par le duc des Basques, Loup II, qui secoue l'autorité franque et a provoqué le massacre de Roncevaux en 778. Il s'agit encore de repousser les incursions de musulmans d'Espagne : la Septimanie musulmane, conquise par Pépin le Bref en 759, reste menacée.
Chorson a été choisi comme comte de Toulouse et duc d'Aquitaine, afin d'aider le jeune Louis à gouverner et assurer la protection du royaume d'Aquitaine. En 785, il fait d'ailleurs la conquête de la ville de Gérone et de sa région, qui est confiée avec Besalu et Empuries au noble goth Rostaing. Mais en 787 ou 788, Chorson est enlevé par les Basques d'Adalric, qui l'oblige à lui prêter un serment de fidélité avant de le relâcher. Guillaume accompagne Charlemagne, qui poursuit la guerre au sud des Pyrénées et qui fait la conquête d'Urgell et de sa région en 789, intégrée au comté de Toulouse.

### Guillaume comte de Toulouse
En 790, Charlemagne démet Chorson de ses fonctions et le remplace par son cousin Guillaume. Celui-ci est dès lors le principal responsable de la défense du royaume d'Aquitaine.
En 793, l'émir de Cordoue Hicham Ier profite de ce que son royaume est pacifié pour lancer plusieurs guerres saintes contre les royaumes chrétiens du nord de la péninsule. En 791, il vainc à Burbia le roi des Asturies, Bermude Ier. En 793, il regroupe une armée d'environ 100 000 hommes, dont la moitié doit attaquer à nouveau le royaume des Asturies et l'autre moitié le royaume franc. Abd-al-Malik ibn Abd-al-Wahid ibn Mughith, le général d'Hicham Ier, s'empare d'abord de Gérone, puis pénètre en Septimanie dont il ravage le territoire et la ville de Narbonne afin de faire du butin. Lors de la Bataille de l'Orbiel, Guillaume se porte à sa rencontre et l'affronte près de Carcassonne à Villalier sur les rives de l'Orbiel : il est battu, mais sa résistance acharnée épuise les musulmans, qui doivent battre retraite en Espagne. Les combats se poursuivent de façon sporadique en Septimanie jusqu'en 795, sans que les musulmans parviennent à progresser. Cette défaite de Guillaume a été minimisée dans les chroniques franques tandis que les auteurs arabes ont insisté sur son importance, notamment sur l'abondance du butin.

### Les nouvelles offensives dans la marche d'Espagne
À partir de 796, l'émirat de Cordoue connaît des troubles : profitant de la succession difficile de Hicham Ier, remplacé par son fils al-Hakam Ier, le roi des Asturies Alphonse III passe à l'offensive et s'empare de Lisbonne en 798. La même année, ce sont les oncles d'al-Hakam, Sulayman et Abdallah, qui demandent également l'aide de Charlemagne. Afin de préparer la conquête, Guillaume convoque à Toulouse une assemblée à laquelle assistent Alphonse II des Asturies et le rebelle musulman Bahlul ibn Marzuq.
Les préparatifs de guerre prennent du temps, mais à la fin de l'année 800, Guillaume est aux côtés de Louis d'Aquitaine pour conquérir Barcelone : trois armées, l'une menée par le comte de Gérone, Rostaing, l'autre par Guillaume et la dernière par Louis se rejoignent pour mettre le siège devant la ville. Guillaume reçoit le commandement d'une partie de l'armée chargée de s'établir en territoire musulman, entre Lérida (Lleida, en catalan) et Saragosse, afin d'arrêter les troupes musulmanes qui pourraient venir en renfort depuis Cordoue. Il attaque et pille les villes de Huesca et de Lérida, favorisant également la révolte des Basques de Pampelune, qui s'affranchissent de l'autorité musulmane. Il repousse, à la fin de l'année, une armée de secours près de Saragosse. En avril 801, le wali musulman de Barcelone, Haroun, ouvre les portes de sa ville aux troupes de Guillaume, qui entre dans la ville avant l'arrivée de Louis d'Aquitaine. La date de cette prise de Barcelone, le 3 ou le 4 avril 801, est discutée. La ville de Barcelone et sa région, érigée en comté, sont intégrés à la marche d'Espagne et confiés à Bera, le comte de Gérone, de Razès et de Conflent.
En 804, Guillaume ne semble pas participer aux opérations de conquête menées par Bera afin de consolider les positions franques de la marche d'Espagne, toujours sous la menace d'offensives musulmanes. Ce dernier organise une expédition contre Tarragone et Tortose, mais sa tentative échoue et il est repoussé.

### La fondation de l'abbaye de Gellone
Parmi les personnalités du royaume d'Aquitaine se trouve un de ses amis d'enfance, Witiza, d'origine wisigothe qui, après une carrière militaire, fonda vers 784 une abbaye à Aniane, sur la rive est de l'Hérault, en adoptant alors le nom de Benoît. À son exemple et sur les conseils de Benoît d'Aniane, réformateur de l'ordre bénédictin, Guillaume fonde en 804 des établissements religieux suivant la règle de saint Benoît. Il choisit un lieu assez proche d'Aniane, mais sur la rive ouest, dans le vallon de Gellone, qui faisait à l'époque partie du diocèse de Lodève, et y installe la communauté de Saint-Sauveur de Gellone.
Après la mort de sa deuxième femme, Guibourg, en 806, il s'y retire. Il meurt à Gellone le 28 mai 812 ou 814. L'abbaye reste dans la dépendance des abbés d'Aniane. Autour de l'abbaye a été construit le village, devenu commune, de Saint Guilhem-le-désert.
Guillaume est un des représentants d'une figure idéale et typique : le laïc constructeur d'abbaye.
L'une des plus belles abbayes de l'art roman provençal a malheureusement été amputée de toutes ses décorations lapidaires, vendues à George Grey Barnard et acquises par le Metropolitan Museum. Elles peuvent être admirées aujourd'hui au Cloisters museum de New-York.

## Postérité

### La béatification
Peu de temps après sa mort, Guillaume est l'objet de la vénération de la population locale. L'abbaye attire un grand nombre de pèlerins, en particulier pour ceux qui se dirigent vers Saint-Jacques de Compostelle par la voie d'Arles. Le corps de Guillaume, placé sous le dallage du narthex, est déplacé dans le chœur, malgré l'opposition de l'abbé d'Aniane. En 1066, le pape Alexandre II proclame la canonisation de saint Guilhem. Son culte se répand, principalement dans l'Hérault, mais également en Espagne, par exemple à Campins.
Guillaume est censé avoir accompli plusieurs miracles à Gellone. Ainsi, il aurait eu le pouvoir d'éloigner le diable selon une légende forgée soixante ans après sa mort, lors de la construction du Pont du Diable (Saint-Jean-de-Fos) au-dessus du fleuve Hérault reliant Aniane et Saint-Guilhem-le-désert.
Dans l'abbaye bénédictine de Gellone, appelée aujourd'hui Saint-Guilhem-le-Désert, se trouve encore le reliquaire en argent, en forme de croix, renfermant un objet considéré comme un morceau de la Sainte Croix offert par Charlemagne.

### Les chansons de geste
Guillaume est à l'origine du personnage légendaire de Guillaume d'Orange, principal protagoniste d'un cycle de plusieurs chansons de geste narrant la lutte des Francs du sud de l'empire carolingien contre les Sarrasins. Il est connu comme Guillaume au Court Nez, parce qu'il aurait eu le bout du nez coupé par l'émir Corsolt lors d'un combat sous les murs de Rome (il s'agit là d'une déformation postérieure avec fiction justificatrice, le titre original étant Guillaume au Courb Nez), ou de Guillaume Fierbrace, qui veut dire « bras vaillant ».
Il descendrait de Garin de Monglane et d'Ermengart, fille de Charles Martel. Tous sont de fiers guerriers ayant combattu les Sarrasins. Cousin de Charlemagne, sa sœur est mariée au roi Louis Ier le Débonnaire. Le sud de la France est alors envahi par les Sarrasins. Guillaume, qui est comte des Marches d'Espagne, les combat avec bravoure et remporte la victoire en vainquant leur plus grand chef, Desramé. Charlemagne le nomme duc de Gothie, de Toulouse et d'Aquitaine. Il prend la ville d'Orange, qui était gouvernée par une princesse sarrasine, Orable, fille de Desramé. Par la suite, Orable se convertit, épouse Guillaume en prenant le nom chrétien de Guibourg, et la ville devient la résidence du couple. Guillaume subit cependant une terrible défaite face aux Sarrasins à la bataille d'Aliscans, mais il finit par les rejeter définitivement du pays lors d'une seconde bataille au même endroit.
À l'exception de La Chanson de Guillaume, toutes les chansons sont rattachées au cycle de Guillaume d'Orange. Les textes de ce cycle sont :
- XIIe siècle :
  - la Chanson de Guillaume ;
  - le Charroi de Nîmes (Li Charrois de Nymes) ;
  - la Prise d'Orange ;
  - le Couronnement de Louis (Coronement Looïs) ;
  - le Moniage Guillaume ;
  - Aliscans ;
- XIIIe siècle :
  - Aimeri de Narbonne ;
  - Girart de Vienne ;
  - les Enfances Guillaume ;
  - les Enfances Renier.

## Identification à Makhir de Narbonne
En 1972, l'historien américain Arthur J. Zuckerman présente, dans un livre publié par l'université Columbia, l'hypothèse d'un exilarque des Juifs venus de Bagdad et installés à Narbonne, du nom de Natronaï, également appelé Makhir ou al-Makhiri. Ce personnage, qu'il identifie à Guillaume de Gellonne, aurait épousé une fille de Pépin le Bref, Alda, et aurait aidé Charlemagne durant les combats de conquête de la Marche d'Espagne. Alexandre Adler, qui reprend cette hypothèse, identifie Saint-Guilhem-le-Désert à un centre d'études rabbiniques fondé par Guillaume-Makhir.
Certains universitaires (dont Nathaniel L. Taylor) considèrent cette hypothèse comme erronée du fait du manque de crédibilité des hypothèses de l'existence d'un royaume juif en France méridionale; Elisha Russ-Fishbane cite en référence les travaux d'Arthur Zuckerman sans en critiquer le contenu, tenu pour acquis.

## Famille

### Ascendance
|               |               |               |               |               |               |  |  |                                     |                                     |                                     |                                     |                                     |                                     |  |  |                              |                              |                              |                              |                              |                              |                      |                      |                             |                             |                             |                             |                             |                             |          |          |                                     |                                     |                                     |                                     |                                     |                                     |                        |                        |                           |                           |                           |                           |                           |                           |                 |                 | Bertrade de Prüm |                 |  |  |                                  |                                  |                                  |                                  |                                  |                                  |  |  |  |  |  |  |  |  |  |  |  |  |  |  |  |  |  |  |  |  |  |  |  |  |
|               |               |               |               |               |               |  |  |                                     |                                     |                                     |                                     |                                     |                                     |  |  |                              |                              |                              |                              |                              |                              |                      |                      |                             |                             |                             |                             |                             |                             |          |          |                                     |                                     |                                     |                                     |                                     |                                     |                        |                        |                           |                           |                           |                           |                           |                           |                 |                 |                  |                 |  |  |                                  |                                  |                                  |                                  |                                  |                                  |  |  |  |  |  |  |  |  |  |  |  |  |  |  |  |  |  |  |  |  |  |  |  |  |
|               |               |               |               |               |               |  |  |                                     |                                     |                                     |                                     |                                     |                                     |  |  |                              |                              |                              |                              |                              |                              |                      |                      |                             |                             |                             |                             |                             |                             |          |          |                                     |                                     |                                     |                                     |                                     |                                     |                        |                        |                           |                           |                           |                           |                           |                           |                 |                 |                  |                 |  |  |                                  |                                  |                                  |                                  |                                  |                                  |  |  |  |  |  |  |  |  |  |  |  |  |  |  |  |  |  |  |  |  |  |  |  |  |
|               |               |               |               |               |               |  |  |                                     |                                     |                                     |                                     |                                     |                                     |  |  |                              |                              |                              |                              |                              |                              |                      |                      |                             |                             |                             |                             |                             |                             |          |          |                                     |                                     |                                     |                                     |                                     |                                     |                        |                        |                           |                           |                           |                           |                           |                           |                 |                 |                  |                 |  |  |                                  |                                  |                                  |                                  |                                  |                                  |  |  |  |  |  |  |  |  |  |  |  |  |  |  |  |  |  |  |  |  |  |  |  |  |
|               |               |               |               |               |               |  |  |                                     |                                     |                                     |                                     |                                     |                                     |  |  |                              |                              |                              |                              |                              |                              |                      |                      |                             |                             |                             |                             |                             |                             |          |          |                                     |                                     |                                     |                                     | Bernarius                           | Bernarius                           | Bernarius              | Bernarius              | Bernarius                 | Bernarius                 |                           |                           | Chrodlindis               | Chrodlindis               | Chrodlindis     | Chrodlindis     | Chrodlindis      | Chrodlindis     |  |  | Caribert comte de Laon           | Caribert comte de Laon           | Caribert comte de Laon           | Caribert comte de Laon           | Caribert comte de Laon           | Caribert comte de Laon           |  |  |  |  |  |  |  |  |  |  |  |  |  |  |  |  |  |  |  |  |  |  |  |  |
|               |               |               |               |               |               |  |  |                                     |                                     |                                     |                                     |                                     |                                     |  |  |                              |                              |                              |                              |                              |                              |                      |                      |                             |                             |                             |                             |                             |                             |          |          |                                     |                                     |                                     |                                     | Bernarius                           | Bernarius                           | Bernarius              | Bernarius              | Bernarius                 | Bernarius                 |                           |                           | Chrodlindis               | Chrodlindis               | Chrodlindis     | Chrodlindis     | Chrodlindis      | Chrodlindis     |  |  | Caribert comte de Laon           | Caribert comte de Laon           | Caribert comte de Laon           | Caribert comte de Laon           | Caribert comte de Laon           | Caribert comte de Laon           |  |  |  |  |  |  |  |  |  |  |  |  |  |  |  |  |  |  |  |  |  |  |  |  |
|               |               |               |               |               |               |  |  |                                     |                                     |                                     |                                     |                                     |                                     |  |  |                              |                              |                              |                              |                              |                              |                      |                      |                             |                             |                             |                             |                             |                             |          |          |                                     |                                     |                                     |                                     |                                     |                                     |                        |                        |                           |                           |                           |                           |                           |                           |                 |                 |                  |                 |  |  |                                  |                                  |                                  |                                  |                                  |                                  |  |  |  |  |  |  |  |  |  |  |  |  |  |  |  |  |  |  |  |  |  |  |  |  |
|               |               |               |               |               |               |  |  |                                     |                                     |                                     |                                     |                                     |                                     |  |  |                              |                              |                              |                              |                              |                              |                      |                      |                             |                             |                             |                             |                             |                             |          |          |                                     |                                     |                                     |                                     |                                     |                                     |                        |                        |                           |                           |                           |                           |                           |                           |                 |                 |                  |                 |  |  |                                  |                                  |                                  |                                  |                                  |                                  |  |  |  |  |  |  |  |  |  |  |  |  |  |  |  |  |  |  |  |  |  |  |  |  |
| Chrotais      | Chrotais      | Chrotais      | Chrotais      | Chrotais      | Chrotais      |  |  | Charles Martel                      | Charles Martel                      | Charles Martel                      | Charles Martel                      | Charles Martel                      | Charles Martel                      |  |  | Rotrude                      | Rotrude                      | Rotrude                      | Rotrude                      | Rotrude                      | Rotrude                      |                      |                      | Landrada mère de Chrodegang | Landrada mère de Chrodegang | Landrada mère de Chrodegang | Landrada mère de Chrodegang | Landrada mère de Chrodegang | Landrada mère de Chrodegang |          |          |                                     |                                     |                                     |                                     |                                     |                                     |                        |                        | Théoderic comte           | Théoderic comte           | Théoderic comte           | Théoderic comte           | Théoderic comte           | Théoderic comte           |                 |                 |                  |                 |  |  |                                  |                                  |                                  |                                  |                                  |                                  |  |  |  |  |  |  |  |  |  |  |  |  |  |  |  |  |  |  |  |  |  |  |  |  |
| Chrotais      | Chrotais      | Chrotais      | Chrotais      | Chrotais      | Chrotais      |  |  | Charles Martel                      | Charles Martel                      | Charles Martel                      | Charles Martel                      | Charles Martel                      | Charles Martel                      |  |  | Rotrude                      | Rotrude                      | Rotrude                      | Rotrude                      | Rotrude                      | Rotrude                      |                      |                      | Landrada mère de Chrodegang | Landrada mère de Chrodegang | Landrada mère de Chrodegang | Landrada mère de Chrodegang | Landrada mère de Chrodegang | Landrada mère de Chrodegang |          |          |                                     |                                     |                                     |                                     |                                     |                                     |                        |                        | Théoderic comte           | Théoderic comte           | Théoderic comte           | Théoderic comte           | Théoderic comte           | Théoderic comte           |                 |                 |                  |                 |  |  |                                  |                                  |                                  |                                  |                                  |                                  |  |  |  |  |  |  |  |  |  |  |  |  |  |  |  |  |  |  |  |  |  |  |  |  |
|               |               |               |               |               |               |  |  |                                     |                                     |                                     |                                     |                                     |                                     |  |  |                              |                              |                              |                              |                              |                              |                      |                      |                             |                             |                             |                             |                             |                             |          |          |                                     |                                     |                                     |                                     |                                     |                                     |                        |                        |                           |                           |                           |                           |                           |                           |                 |                 |                  |                 |  |  |                                  |                                  |                                  |                                  |                                  |                                  |  |  |  |  |  |  |  |  |  |  |  |  |  |  |  |  |  |  |  |  |  |  |  |  |
|               |               |               |               |               |               |  |  |                                     |                                     |                                     |                                     |                                     |                                     |  |  |                              |                              |                              |                              |                              |                              |                      |                      |                             |                             |                             |                             |                             |                             |          |          |                                     |                                     |                                     |                                     |                                     |                                     |                        |                        |                           |                           |                           |                           |                           |                           |                 |                 |                  |                 |  |  |                                  |                                  |                                  |                                  |                                  |                                  |  |  |  |  |  |  |  |  |  |  |  |  |  |  |  |  |  |  |  |  |  |  |  |  |
| Bernard comte | Bernard comte | Bernard comte | Bernard comte | Bernard comte | Bernard comte |  |  | Pépin le Bref roi des Francs        | Pépin le Bref roi des Francs        | Pépin le Bref roi des Francs        | Pépin le Bref roi des Francs        | Pépin le Bref roi des Francs        | Pépin le Bref roi des Francs        |  |  | Hiltrude x Odilon de Bavière | Hiltrude x Odilon de Bavière | Hiltrude x Odilon de Bavière | Hiltrude x Odilon de Bavière | Hiltrude x Odilon de Bavière | Hiltrude x Odilon de Bavière |                      |                      | Landrade                    | Landrade                    | Landrade                    | Landrade                    | Landrade                    | Landrade                    |          |          | Alda sœur de Landrade et d'Hiltrude | Alda sœur de Landrade et d'Hiltrude | Alda sœur de Landrade et d'Hiltrude | Alda sœur de Landrade et d'Hiltrude | Alda sœur de Landrade et d'Hiltrude | Alda sœur de Landrade et d'Hiltrude |                        |                        | Thierry Ier comte d'Autun | Thierry Ier comte d'Autun | Thierry Ier comte d'Autun | Thierry Ier comte d'Autun | Thierry Ier comte d'Autun | Thierry Ier comte d'Autun |                 |                 |                  |                 |  |  | Bertrade de Laon x Pépin le Bref | Bertrade de Laon x Pépin le Bref | Bertrade de Laon x Pépin le Bref | Bertrade de Laon x Pépin le Bref | Bertrade de Laon x Pépin le Bref | Bertrade de Laon x Pépin le Bref |  |  |  |  |  |  |  |  |  |  |  |  |  |  |  |  |  |  |  |  |  |  |  |  |
| Bernard comte | Bernard comte | Bernard comte | Bernard comte | Bernard comte | Bernard comte |  |  | Pépin le Bref roi des Francs        | Pépin le Bref roi des Francs        | Pépin le Bref roi des Francs        | Pépin le Bref roi des Francs        | Pépin le Bref roi des Francs        | Pépin le Bref roi des Francs        |  |  | Hiltrude x Odilon de Bavière | Hiltrude x Odilon de Bavière | Hiltrude x Odilon de Bavière | Hiltrude x Odilon de Bavière | Hiltrude x Odilon de Bavière | Hiltrude x Odilon de Bavière |                      |                      | Landrade                    | Landrade                    | Landrade                    | Landrade                    | Landrade                    | Landrade                    |          |          | Alda sœur de Landrade et d'Hiltrude | Alda sœur de Landrade et d'Hiltrude | Alda sœur de Landrade et d'Hiltrude | Alda sœur de Landrade et d'Hiltrude | Alda sœur de Landrade et d'Hiltrude | Alda sœur de Landrade et d'Hiltrude |                        |                        | Thierry Ier comte d'Autun | Thierry Ier comte d'Autun | Thierry Ier comte d'Autun | Thierry Ier comte d'Autun | Thierry Ier comte d'Autun | Thierry Ier comte d'Autun |                 |                 |                  |                 |  |  | Bertrade de Laon x Pépin le Bref | Bertrade de Laon x Pépin le Bref | Bertrade de Laon x Pépin le Bref | Bertrade de Laon x Pépin le Bref | Bertrade de Laon x Pépin le Bref | Bertrade de Laon x Pépin le Bref |  |  |  |  |  |  |  |  |  |  |  |  |  |  |  |  |  |  |  |  |  |  |  |  |
|               |               |               |               |               |               |  |  |                                     |                                     |                                     |                                     |                                     |                                     |  |  |                              |                              |                              |                              |                              |                              |                      |                      |                             |                             |                             |                             |                             |                             |          |          |                                     |                                     |                                     |                                     |                                     |                                     |                        |                        |                           |                           |                           |                           |                           |                           |                 |                 |                  |                 |  |  |                                  |                                  |                                  |                                  |                                  |                                  |  |  |  |  |  |  |  |  |  |  |  |  |  |  |  |  |  |  |  |  |  |  |  |  |
|               |               |               |               |               |               |  |  |                                     |                                     |                                     |                                     |                                     |                                     |  |  |                              |                              |                              |                              |                              |                              |                      |                      |                             |                             |                             |                             |                             |                             |          |          |                                     |                                     |                                     |                                     |                                     |                                     |                        |                        |                           |                           |                           |                           |                           |                           |                 |                 |                  |                 |  |  |                                  |                                  |                                  |                                  |                                  |                                  |  |  |  |  |  |  |  |  |  |  |  |  |  |  |  |  |  |  |  |  |  |  |  |  |
|               |               |               |               |               |               |  |  |                                     |                                     |                                     |                                     |                                     |                                     |  |  |                              |                              |                              |                              |                              |                              |                      |                      |                             |                             |                             |                             |                             |                             |          |          |                                     |                                     |                                     |                                     |                                     |                                     |                        |                        |                           |                           |                           |                           |                           |                           |                 |                 |                  |                 |  |  |                                  |                                  |                                  |                                  |                                  |                                  |  |  |  |  |  |  |  |  |  |  |  |  |  |  |  |  |  |  |  |  |  |  |  |  |
|               |               |               |               |               |               |  |  |                                     |                                     |                                     |                                     |                                     |                                     |  |  |                              |                              |                              |                              |                              |                              |                      |                      |                             |                             |                             |                             |                             |                             |          |          |                                     |                                     |                                     |                                     |                                     |                                     |                        |                        |                           |                           |                           |                           |                           |                           |                 |                 |                  |                 |  |  |                                  |                                  |                                  |                                  |                                  |                                  |  |  |  |  |  |  |  |  |  |  |  |  |  |  |  |  |  |  |  |  |  |  |  |  |
|               |               |               |               |               |               |  |  | Charlemagne roi des Francs empereur | Charlemagne roi des Francs empereur | Charlemagne roi des Francs empereur | Charlemagne roi des Francs empereur | Charlemagne roi des Francs empereur | Charlemagne roi des Francs empereur |  |  |                              |                              |                              |                              | Guillaume de Gellone         | Guillaume de Gellone         | Guillaume de Gellone | Guillaume de Gellone | Guillaume de Gellone        | Guillaume de Gellone        |                             |                             | Alleaume                    | Alleaume                    | Alleaume | Alleaume | Alleaume                            | Alleaume                            |                                     |                                     | Theodoen comte d'Autun              | Theodoen comte d'Autun              | Theodoen comte d'Autun | Theodoen comte d'Autun | Theodoen comte d'Autun    | Theodoen comte d'Autun    |                           |                           | Abba religieuse           | Abba religieuse           | Abba religieuse | Abba religieuse | Abba religieuse  | Abba religieuse |  |  | Berta religieuse                 | Berta religieuse                 | Berta religieuse                 | Berta religieuse                 | Berta religieuse                 | Berta religieuse                 |  |  |  |  |  |  |  |  |  |  |  |  |  |  |  |  |  |  |  |  |  |  |  |  |
|               |               |               |               |               |               |  |  | Charlemagne roi des Francs empereur | Charlemagne roi des Francs empereur | Charlemagne roi des Francs empereur | Charlemagne roi des Francs empereur | Charlemagne roi des Francs empereur | Charlemagne roi des Francs empereur |  |  |                              |                              |                              |                              | Guillaume de Gellone         | Guillaume de Gellone         | Guillaume de Gellone | Guillaume de Gellone | Guillaume de Gellone        | Guillaume de Gellone        |                             |                             | Alleaume                    | Alleaume                    | Alleaume | Alleaume | Alleaume                            | Alleaume                            |                                     |                                     | Theodoen comte d'Autun              | Theodoen comte d'Autun              | Theodoen comte d'Autun | Theodoen comte d'Autun | Theodoen comte d'Autun    | Theodoen comte d'Autun    |                           |                           | Abba religieuse           | Abba religieuse           | Abba religieuse | Abba religieuse | Abba religieuse  | Abba religieuse |  |  | Berta religieuse                 | Berta religieuse                 | Berta religieuse                 | Berta religieuse                 | Berta religieuse                 | Berta religieuse                 |  |  |  |  |  |  |  |  |  |  |  |  |  |  |  |  |  |  |  |  |  |  |  |  |
|               |               |               |               |               |               |  |  |                                     |                                     |                                     |                                     |                                     |                                     |  |  |                              |                              |                              |                              |                              |                              |                      |                      |                             |                             |                             |                             |                             |                             |          |          |                                     |                                     |                                     |                                     |                                     |                                     |                        |                        |                           |                           |                           |                           |                           |                           |                 |                 |                  |                 |  |  |                                  |                                  |                                  |                                  |                                  |                                  |  |  |  |  |  |  |  |  |  |  |  |  |  |  |  |  |  |  |  |  |  |  |  |  |
| Wala comte    | Wala comte    | Wala comte    | Wala comte    | Wala comte    | Wala comte    |  |  |                                     |                                     |                                     |                                     |                                     |                                     |  |  | Chrodlindis                  | Chrodlindis                  | Chrodlindis                  | Chrodlindis                  | Chrodlindis                  | Chrodlindis                  |                      |                      | Bernard de souche royale    | Bernard de souche royale    | Bernard de souche royale    | Bernard de souche royale    | Bernard de souche royale    | Bernard de souche royale    |          |          |                                     |                                     |                                     |                                     |                                     |                                     |                        |                        |                           |                           |                           |                           |                           |                           |                 |                 |                  |                 |  |  |                                  |                                  |                                  |                                  |                                  |                                  |  |  |  |  |  |  |  |  |  |  |  |  |  |  |  |  |  |  |  |  |  |  |  |  |
| Wala comte    | Wala comte    | Wala comte    | Wala comte    | Wala comte    | Wala comte    |  |  |                                     |                                     |                                     |                                     |                                     |                                     |  |  | Chrodlindis                  | Chrodlindis                  | Chrodlindis                  | Chrodlindis                  | Chrodlindis                  | Chrodlindis                  |                      |                      | Bernard de souche royale    | Bernard de souche royale    | Bernard de souche royale    | Bernard de souche royale    | Bernard de souche royale    | Bernard de souche royale    |          |          |                                     |                                     |                                     |                                     |                                     |                                     |                        |                        |                           |                           |                           |                           |                           |                           |                 |                 |                  |                 |  |  |                                  |                                  |                                  |                                  |                                  |                                  |  |  |  |  |  |  |  |  |  |  |  |  |  |  |  |  |  |  |  |  |  |  |  |  |

## Mariages et descendance
De son premier mariage avec Cunégonde naquirent les enfants suivants, :
- Helmburgis (? - avant 824) ;
- Héribert (entre 780 et 785 - après 843), qui sera aveuglé en 830 sur ordre de Lothaire, fils de Louis le Pieux ;
- Bernard (vers 795 - 844), comte de Barcelone et de Gérone (826-832 et 835-844), d'Osona (826), duc de Septimanie et de Gothie (828-832 et 835-844), comte de Toulouse (835-844) et de Carcassonne (837-844) ;
- Gerberge (? - 834), exécutée à Chalon-sur-Saône en même temps que son demi-frère Gaucelme sur ordre de Lothaire, elle est enfermée dans un tonneau et noyée dans la Saône ;
- Guicaire et Hildehelm (? - ?), mentionnés une seule fois en 804 dans la charte de fondation de l'abbaye de Gellone[20] ;
- Helimbruc (? - ?), mentionné une seule fois (peut-être s'agit-il d'une mauvaise graphie de Héribert).

De son second mariage avec Guibourg (Witburge), morte avant 804, il eut :
- Gaucelme (? - 834), comte du Roussillon (812-832), d'Empúries (vers 817-832), de Conflent et de Razès (828-832) ;
- Thierry ou Théodoric (? - peu après 826), comte d'Autun (? - 826) ;
- Garnier ou Warner (? - ?), cité uniquement dans le Manuel de Dhuoda ;
- Rodlinde (? - avant 843), probablement épouse de Wala, abbé de Corbie[21].

### Iconographie
- 1627 av - Saint Guillaume d'Aquitaine alias Guilhem de Gellone, par Simon Vouet, hst, musée du Louvre, Paris.